# Crescentia (geslacht)
Crescentia is een geslacht uit de trompetboomfamilie (Bignoniaceae). The Plant List accepteert zes soorten. De soorten komen voor van Mexico tot in tropisch Zuid-Amerika.
De vruchten van Crescentia cujete en Cresentia alata kunnen worden gegeten. De harde schil kan worden gebruikt voor houtsnijwerk. De vruchten van deze twee soorten staan bekend als boomkalebas en de planten als kalebasboom.

## Soorten
- Crescentia alata Kunth
- Crescentia amazonica Ducke
- Crescentia cujete L.
- Crescentia linearifolia Miers
- Crescentia mirabilis Ekman ex Urb.
- Crescentia portoricensis Britton

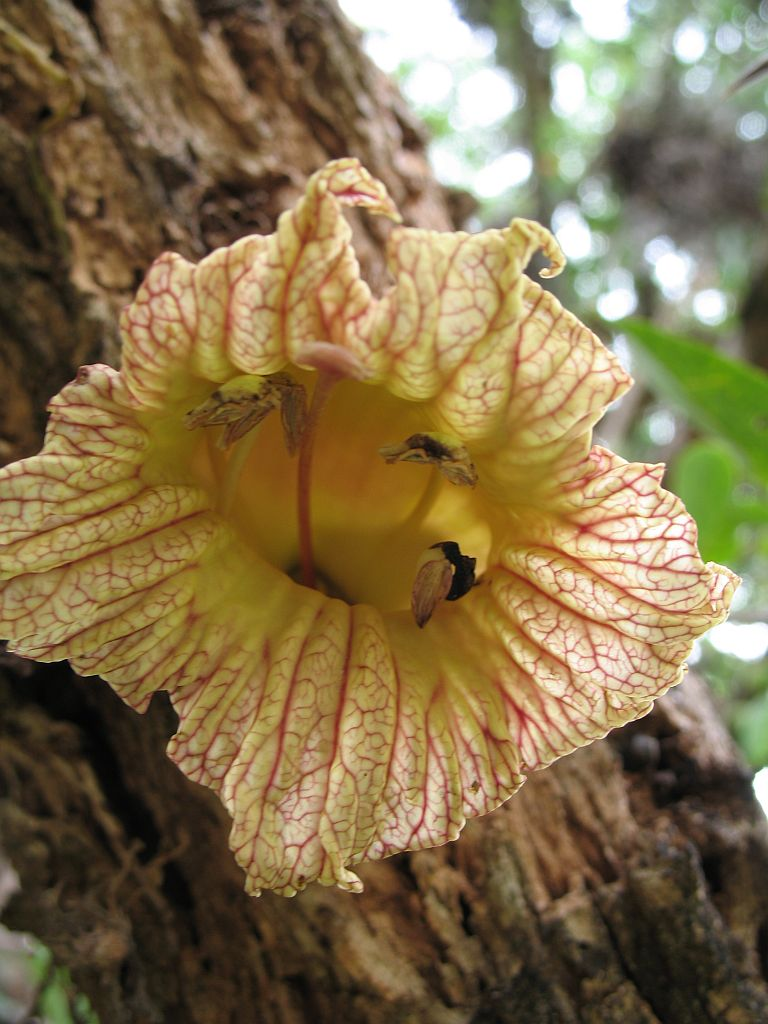
Bloem van Crescentia cujete
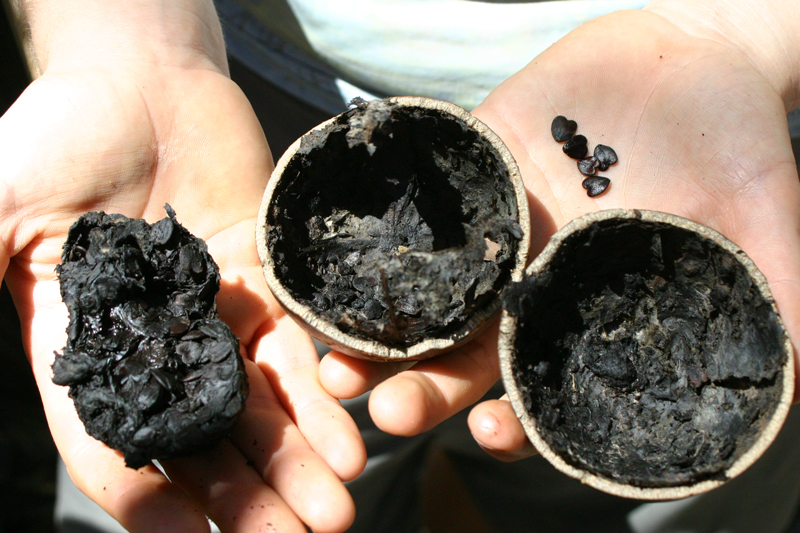
Overrijpe vrucht van Crescentia alata